# Yellowknives
De Yellowknives, Copper Indians, Red Knives of T'atsaot'ine zijn een inheems volk in centraal en noord Canada, een van de vijf hoofdgroepen van de Dene. Ze spreken een Noord-Athabaskische taal. De naam, waarnaar later ook de plaats Yellowknife is genoemd, is afgeleid van de kleur van hun werktuigen gemaakt van koper. Ze bewonen het centrale deel van de Northwest Territories, hun aantal bedraagt ongeveer 1400 (2012).
De chipewyan zijn hun zuidelijke buren, in het noorden wonen de Inuit, noordwestelijk van hen de Dogrib of Tlicho.

## Etnografie

##### Leefgebied
De Yellowknives bewoonden historisch het gebied ten noorden en noordoosten van het Great Slave Lake langs de Yellowknife rivier. Verder noordelijk langs de Coppermine rivier en tot aan de Back River. De Thelon rivier vormde ongeveer de oostgrens. De rivieren gebruikten ze als reis- en handelsroutes. Tegenwoordig ligt het zwaartepunt van hun leefgebied zuidelijker, in de directe nabijheid van Great Slave Lake. Het onderscheid met de Chipewyan en hun aparte naam is deels gebaseerd op Europese perceptie. Op het gebied van taal en cultuur is er weinig onderscheid.

##### Leefwijze
Yellowknives kenden een semi-nomadische leefwijze en leefden vooral van jacht op de Kariboe en visvangst. De jacht vond in de herfst plaats als het vetgehalte van de kariboe hoog was en ze een dichte vacht hadden. In de loop van de 18e eeuw kwamen ze met de eerste Europese ontdekkingsreizigers in contact. Die omschreven de Yellowknives als dapper maar vrijpostig, gewetenloos, losbandig en eigenmachtig. Ze hadden dan ook een slechte relatie met buurvolken. In de vroege 19e eeuw waren de Yellowknives het grootste volk in dat gebied maar door wraakacties van met name de Dogrib en door epidemieën nam hun aantal af.

De Yellowknives en Chipewyan hielpen ontdekkingsreiziger Samuel Hearne tijdens een expeditie in 1771 van de Hudsonbaai naar de Noordelijke IJszee, op zoek naar de legendarische lagen kopererts die door de Yellowknives werden gebruikt. De veronderstelling van grote hoeveelheden koper werd door Hearne ontkracht. Vanaf eind 18e eeuw raakten ze steeds meer betrokken bij de bonthandel zodat de jacht op pelsdieren middels vallen zetten sterk toenam. De Hudson's Bay Company bestond al sinds 1670, in 1779 werd de North West Company opgericht, waarvan Laurent Leroux in 1784 Great Slave Lake bezocht. De huiden werden geruild bij handelsposten van de Europeanen, de belangrijkste zijn nog herkenbaar aan de naam "Fort".
De Yellowknives en de Dogrib (Tłı̨chǫ), die ook ten noorden van het Great Slave Lake woonden, waren vanouds vijanden. De Dogrib woonden in de bossen in noordwestelijke richting. De Yellowknives leefden op de Barren, de boomloze vlakten ten noorden en noordoosten van Great Slave Lake. In de beginjaren van de 19e eeuw werd gemeld dat de Dogrib bij een aantal conflicten Yellowknives hadden gedood. In 1825 (ook genoemd worden 1823 en 1829) werd de Akaitcho - Edzo vredesovereenkomst gesloten, genoemd naar de leiders van beide volken. Hierna gingen de Dogrib ook gebruik maken van de Barren en de omgeving van Great Slave Lake. Wat van de Yellowknives overbleef, raakte verstrooid ten zuiden van Great Slave Lake of assimileerde met de Dogrib door onderlinge huwelijken.

Ook de verhouding met de noordelijke buren, de Inuit, was sinds mensenheugenis slecht, ze concurreerden om dezelfde voedselbronnen. Een bekend conflict in 1771 wordt in een eigen geschrift van de Yellowknives nog een "battle" genoemd. Een andere bron beschrijft het als een overval en moordpartij. In de loop van de 19e eeuw kwam er een eind aan deze aanvallen nadat de Yellowknives waren verzwakt door wraakacties van de Dogrib en Europese ziekten.

##### Veranderingen in de 20e eeuw
De Yellowknives kregen in 1928 opnieuw te maken met een ernstige griepepidemie. Naar schatting overleed in die zes weken in de zomer van 1928 10-15% van de inheemse bevolking. Diverse traditionele woonplaatsen raakten onbewoond omdat velen waren overleden en de anderen voorlopig niet durfden terugkeren van de Barren Grounds. Bij terugkeer, vier tot vijf jaar later, bleken blanke Canadezen een deel van de lege plekken te hebben ingenomen toen de eerste goudmijn in gebruik was genomen.
Na de ontdekking van goud in de omgeving van de plaats Yellowknife trok een groot aantal Dogrib, Chipewyan en Yellowknives erheen en vestigde zich daar. In de jaren '30 en '40 van de 20e eeuw ontstond de stad Yellowknife. Bij gebrek aan andere brandstof moesten veel bomen gekapt en is het gebied tegenwoordig relatief kaal. De mijnbouw ging bij gebrek aan regels gepaard met enkele milieu-incidenten. De bewoning langs de Yellowknife rivier nam af nu door de komst van blanken hun gebied werd aangetast en jachtpatronen veranderden. Delen van de Bathurst kariboekudde die rond Great Slave Lake migreerden, gebruikten die route niet meer. Ook ondervonden de jagers last van dalende bontprijzen. Met financiële steun van de overheid werd rond 1950 het Dene-dorp Ndilo gebouwd op Latham Island. Door de verplichting dat kinderen naar school moeten werd de leefwijze in de 20e eeuw steeds meer sedentair.

In de jaren tussen circa 1960 en 1975 is onderzoek gedaan door de antropologen Beryl Gillespie en June Helm. De resultaten ervan zijn later bekritiseerd door leiders van de Yellowknives. Volgens hen ontstond bij de onderzoekers verwarring of mensen tot de Yellowknives of de Chipewyan hoorden, onder andere omdat ze vrijwel dezelfde taal spreken. Dit leidde er zelfs toe dat de Yellowknives op een gegeven moment geacht werden te zijn uitgestorven. Rond 1960 waren ook de Dogrib en Chipewyans zich niet meer van het bestaan van Yellowknives bewust omdat er al ruim een eeuw vermenging had plaatsgevonden. Wel bestond nog de herinnering aan opperhoofd Akaitcho, maar ze dachten dat hij een Chipewyan was. Het kostte moeite aan te tonen dat er nog Yellowknives bestaan. Onderhandelingen met de Canadese overheid over claims op grondgebied mislukten. Er waren interpretatieproblemen over de inhoud van de verdragen die begin 20e eeuw waren gesloten. Hierna werd in 1991 de Yellowknives Dene First Nation gevormd, een lokaal bestuursorgaan voor de oorspronkelijke bewoners van Canada.
De onderhandelingen met Canadese autoriteiten zijn toen voortgezet. In 2006 werd een interim-akkoord gesloten.

## Yellowknives First Nations
Alle First Nations met nazaten van de Yellowknives zijn ondergebracht in de Akaitcho Treaty 8 Tribal Corporation en in de Akaitcho Territory Government.

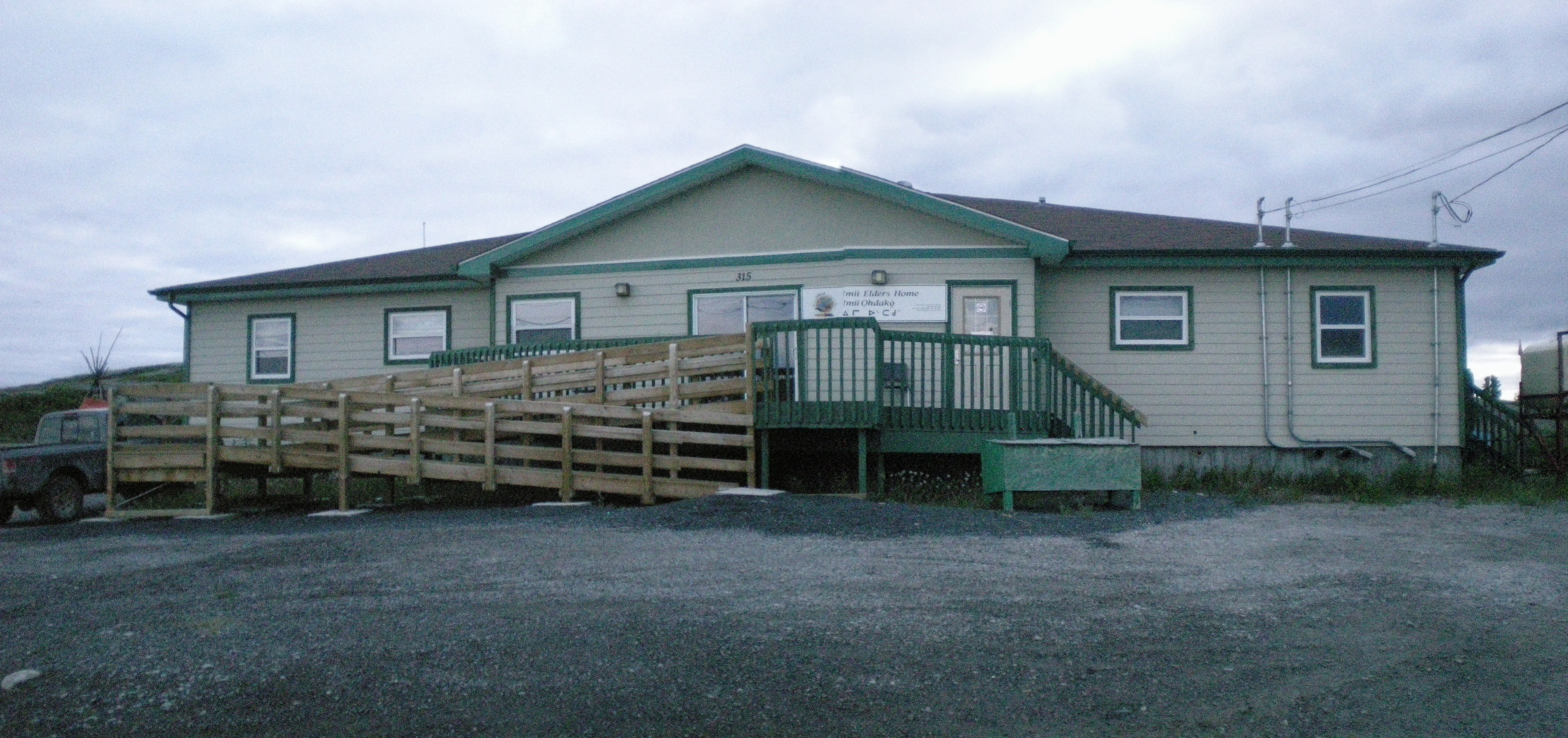
Gebouw van lokale bestuurders in Dettah

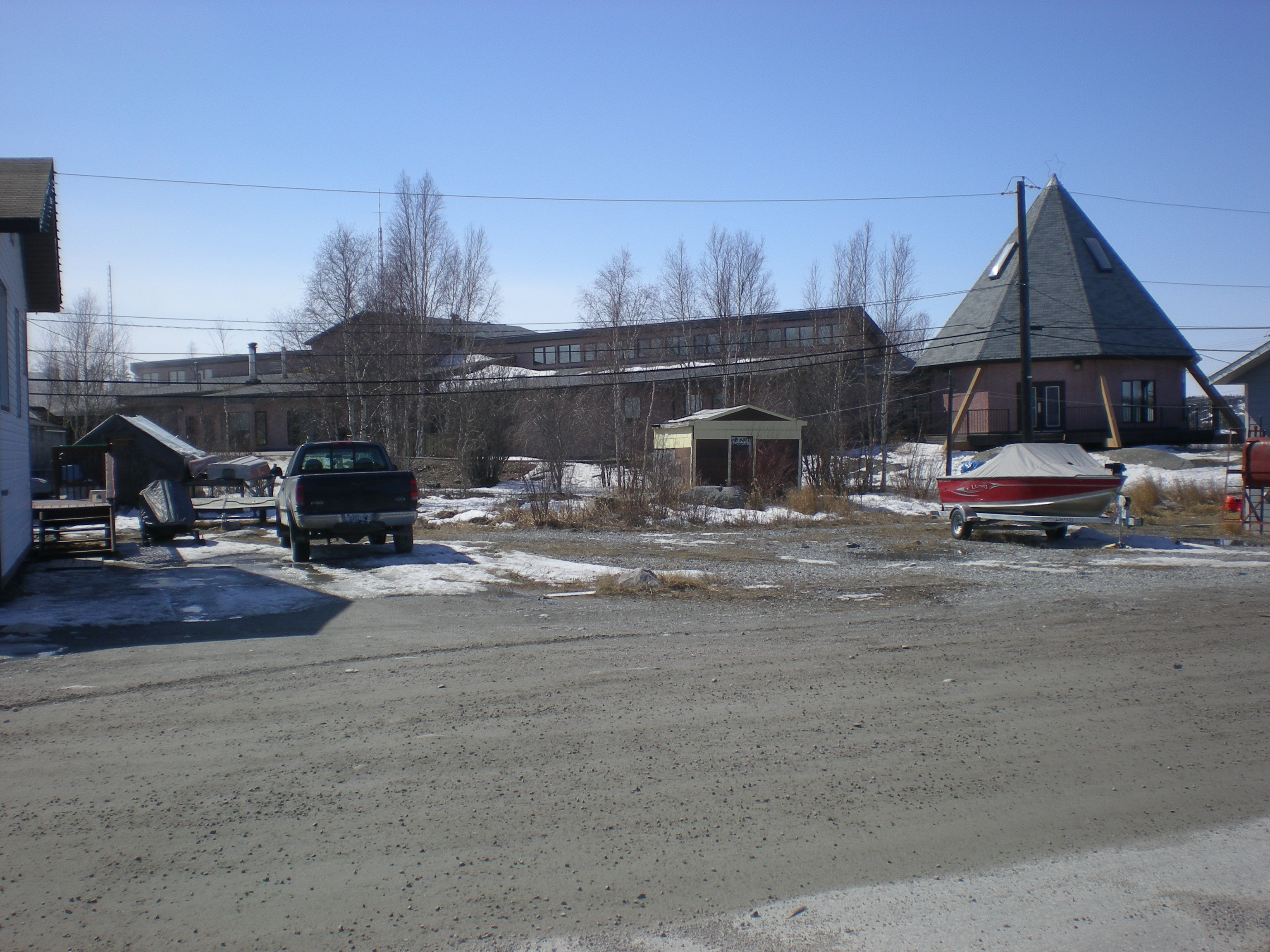
Kosthuis in N`Dilo voor wie van ver naar Yellowknife komt voor medisch onderzoek

- Yellowknives Dene First Nation (eigen benaming Weledeh Yellowknives Dene): velen zijn nakomelingen van de Wuledehot'in, een regionale buurgroep Dogrib of Tłįchǫ. Woonplaatsen: Dettah, Ndilo en Yellowknife. Bevolking: 1.408. Het dialect van Dettah-Ndilo ontstond uit gemengde huwelijken tussen Yellowknives en Dogrib.[12]
- Deninu K'ue First Nation (Deninu Kue betekent "moose island"). De gemeenschap is gesitueerd aan de monding van de Slave River, langs de kust van het Great Slave Lake. Deninu K'ue werden alle Chipewyan en Yellowknives genoemd die naar Fort Resolution kwamen om huiden te verkopen. Reservaat: Fort Resolution Settlement, bevolking: 843.[13]
- Lutsel K'e Dene First Nation (Lutselk'e "plaats van de Lutsel", een kleine vissoort), is een "aangewezen autoriteit" in de South Slave Regio. De gemeenschap ligt op de zuidoever aan het oostelijk eind van Great Slave Lake en was tot 1 juli 1992 bekend als Snowdrift.[14] Tot deze gemeenschap behoorden ook enkele Chipewyan en Yellowknives die zich permanent bij de handelspost vestigden die in 1925 door de Hudson's Bay Company nabij het huidige Lutsel K'e werd opgericht. In 1954 verhuisden ze naar Lutsel K'e. Reservaat: Snowdrift Settlement, bevolking: 725.